# Porur
Porur è una suddivisione dell'India, classificata come town panchayat, di 28.782 abitanti, situata nel distretto di Tiruvallur, nello stato federato del Tamil Nadu. In base al numero di abitanti la città rientra nella classe III (da 20.000 a 49.999 persone).

## Geografia fisica
La città è situata a 13° 1' 55 N e 80° 9' 27 E e ha un'altitudine di 15 m s.l.m..

## Società

### Evoluzione demografica
Al censimento del 2001 la popolazione di Porur assommava a 28.782 persone, delle quali 14.845 maschi e 13.937 femmine. I bambini di età inferiore o uguale ai sei anni assommavano a 2.684, dei quali 1.366 maschi e 1.318 femmine. Infine, coloro che erano in grado di saper almeno leggere e scrivere erano 22.871, dei quali 12.295 maschi e 10.576 femmine.